# مردن در آب مطهر
مردن در آب مطهر یک فیلم درام به کارگردانی و نویسندگی نوید محمودی و تهیه‌کنندگی جمشید محمودی محصول سال ۱۳۹۸ است. این فیلم در بخش سودای سیمرغ سی و هشتمین دوره جشنواره فیلم فجر حضور داشت و نامزد دریافت دو جایزه شد.

## طرح داستان
رونا و حامد، یک زوج جوان افغان، در تلاشند تا افغانستان را به مقصد اروپا ترک کرده تا زندگی بهتری پیدا کنند. این دو برای اجرای این طرح در ابتدا به صورت غیرقانونی با اتوبوس وارد ایران می‌شوند. حامد در اقامتگاه یکی دیگر از دوستان افغان خود که در تهران به سر می‌برد و آماده نقل مکان به ترکیه است، می‌ماند. آن‌ها سرانجام متوجه می‌شوند که برای مهاجرت از ترکیه به اروپا و به رسمیت شناخته‌شدن به عنوان پناهنده به دلایل قانع‌کننده‌ای نیاز دارند. این دو در نهایت سعی می‌کند از اسلام به کاتولیک گروند، اما این امر مشکلات و خطرات بزرگ‌تری را در پی دارد.

## بازیگران
- متین حیدری‌نیا در نقش حامد
- علی شادمان در نقش سهراب
- ندا جبرائیلی در نقش ستاره
- صدف عسگری در نقش رونا
- علیرضا آرا در نقش نادر
- سوگل خلیق در نقش دختر مهاجر افغان
- امیررضا رنجبران در نقش پسر مهاجر افغان
- مهتاب جعفری در نقش دختر مهاجر افغان
- خیام وقار در نقش برادرِ رونا
- پیمان مقدمی در نقش یک قاچاقچی انسان
- فرید اسحاقی در نقش مأمور نیروی انتظامی
- فاطمه شکری در نقش خانم لیلی
- علیرضا مهران در نقش غفار
- کیون بیگی در نقش امیر
- محمدعلی انتظاریان در نقش یک مشتری
- فاطمه میرزایی
- مهیا رضایی [۵]

## جوایز
| سال  | جشنواره                      | جایزه                                  | دریافت‌کننده   | نتیجه    |
| ---- | ---------------------------- | -------------------------------------- | ------------- | -------- |
| ۲۰۲۱ | جشنواره فیلم آسیایی بارسلونا | جایزه بخش پانوراما (بهترین فیلم)       | نوید محمودی   | نامزدشده |
| ۲۰۲۰ | جشنواره فیلم بوسان           | جایزه کیم جی سوک                       | نوید محمودی   | برنده    |
| ۲۰۲۰ | جشنواره فیلم فجر             | سیمرغ بلورین بهترین بازیگر نقش اول مرد | علی شادمان    | نامزدشده |
| ۲۰۲۰ | جشنواره فیلم فجر             | بهترین بازیگر زن                       | ندا جبرائیلی  | نامزدشده |
| ۲۰۲۲ | جشنواره بین‌المللی فیلم مالزی | بهترین فیلم                            | جمشید محمودی  | برنده    |
| ۲۰۲۲ | جشنواره بین‌المللی فیلم مالزی | بهترین بازیگر زن                       | ندا جبرائیلی  | نامزدشده |
| ۲۰۲۲ | جشنواره بین‌المللی فیلم مالزی | بهترین بازیگر نقش مکمل                 | متین حیدری‌نیا | نامزدشده |
| ۲۰۲۲ | جشنواره بین‌المللی فیلم مالزی | جایزه «امید نو»                        | نوید محمودی   | نامزدشده |